# Narcissu
Narcissu (яп. ナルキッソス Нарукиссосу) — бесплатный японский визуальный роман, разработанный и выпущенный командой разработчиков Stage-nana на движке NScripter в 2005 году для персональных компьютеров на операционных системах Windows, Linux и macOS. Сюжет Narcissu повествует о путешествии неизлечимо больных парня и девушки, сбежавших из больницы. Вместо бесцельного скитания они выбирают остров Авадзи конечной целью их маршрута. Narcissu была адаптирована в формат ранобэ Томо Катаокой в 2008 году. С 23 июля 2009 года по 23 февраля 2010 года было выпущено 2 тома манги, проиллюстрированной художником Эдоей Поти.

## Игровой процесс
Narcissu — визуальный роман, игровой процесс которого сведён к минимуму. Большую часть времени игрок читает диалоги и повествование, появляющиеся на игровом поле, однако он отличается от большинства игр жанра визуальных романов тем, что, в отличие от других, игроку не предоставляется право выбора вариантов ответов, что означает, что игрок не может влиять на развитие сюжета и взаимоотношения персонажей. В игре содержится версия игры с озвучкой и без неё. В озвученной версии единственный персонаж, который имеет голос — Сэцуми.

## Сюжет
Сюжет Narcissu повествует о жизни 20-летнего мужчины, от лица которого ведётся повествование, и 22-летней девушки по имени Сакура Сэцуми. У главного героя, чьё имя не называется, обнаруживается рак лёгких и он попадает в хоспис, расположенный в японском городе Мито, префектура Ибараки. Его определяют на седьмой этаж, где он встречает понурую и неразговорчивую Сэцуми, тоже неизлечимо больную, с которой проводит своё время, изредка обмениваясь фразами.
Однажды к главному герою приходит отец и оставляет в его палате ключи от своего автомобиля. Он берёт их и предлагает Сэцуми вместе сбежать из больницы, поскольку они оба не хотели умирать ни в больнице, ни дома. Они садятся в серебристый Honda Integra и уезжают в неопределённом направлении. Стараясь сэкономить как можно больше денег, они питаются онигири и перемещаются по бесплатным автодорогам. Конечной цели в их путешествии не было, однако в итоге они решили направиться на японский остров Авадзи, о котором упоминала Сэцуми, говоря, что на нём растёт много нарциссов.

## Печатная адаптация

### Ранобэ
25 июля 2008 года японская компания-издатель ранобэ MF Bunko J выпустила небольшую печатную адаптацию Narcissu и Narcissu: Side 2nd, автором текста которой является сам Томо Катаокой, а иллюстратором является японский художник GotoP. Ранобэ было выпущено 3 декабря 2009 года на китайском языке тайваньским издательством Tongli Publishing, а также 7 апреля 2010 года на корейском языке издательством Haksan Publishing.

### Манга
23 июня 2009 года в журнале сэйнэн-манги Monthly Comic Alive был выпущен первый том манга-адаптации Narcissu, проиллюстрированной художником Эдоей Поти. 23 февраля 2010 года был опубликован второй том манги. Манга была переведена на китайский язык и выпущена тайваньским издательством музыки и манги Sharp Point Press 17 января 2010 года.

#### Список томов
| № | Дата публикации | ISBN                |
| - | --------------- | ------------------- |
| 1 | 23 июня 2009    | ISBN 978-4840125802 |
| 2 | 23 февраля 2010 | ISBN 978-4840129848 |

## Восприятие
Эндрю Баркер, рецензент RPGFan, отметил, что в английской локализации игры присутствуют ошибки, из-за которых игра давала сбои во время сохранения или загрузки пройденного. Эндрю обратил внимание на необычный графический стиль игры: изображения подаются в тонкой полосе, обрамлённой с двух сторон большим чёрным пространством, что поначалу отталкивало его, однако Эндрю нашёл в таком решении «большой смысл», сравнивая его с «дорогой смерти», по которой идут персонажи. Художественную составляющую игры рецензент похвалил, уделив особое внимание дизайну персонажей, назвав его «очаровательным» и «совершенно уникальным», однако он выделил то, что некоторые изображения повторяются. Музыкальное сопровождение он также похвалил, сказав, что оно подходит к каждой сцене и отлично сочетается с сюжетом и графикой.